# BS Nymph

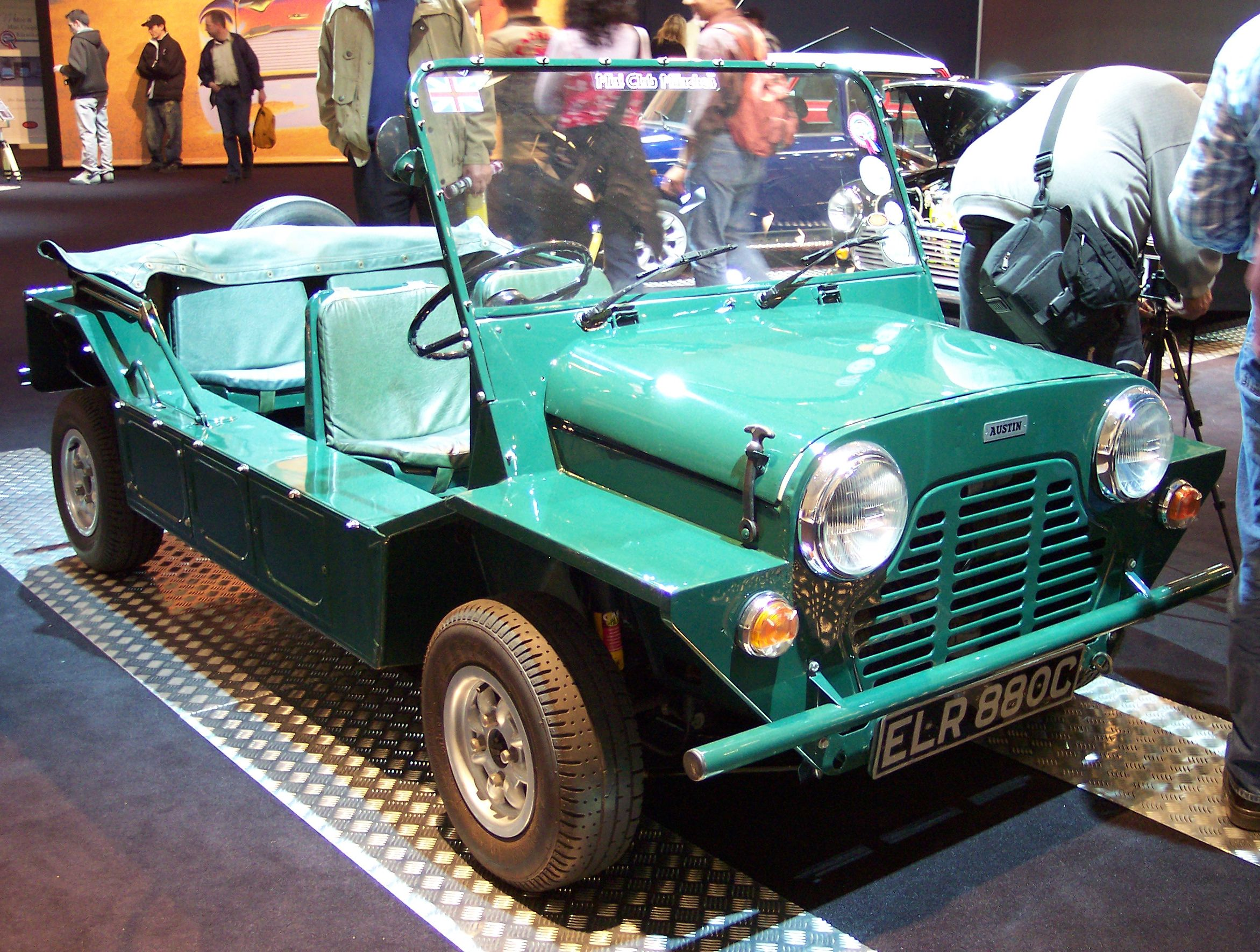
Mini Moke – das Fahrzeug, mit dem der von 1975 bis 1977 gebaute „BS Nymph“ konkurrierte

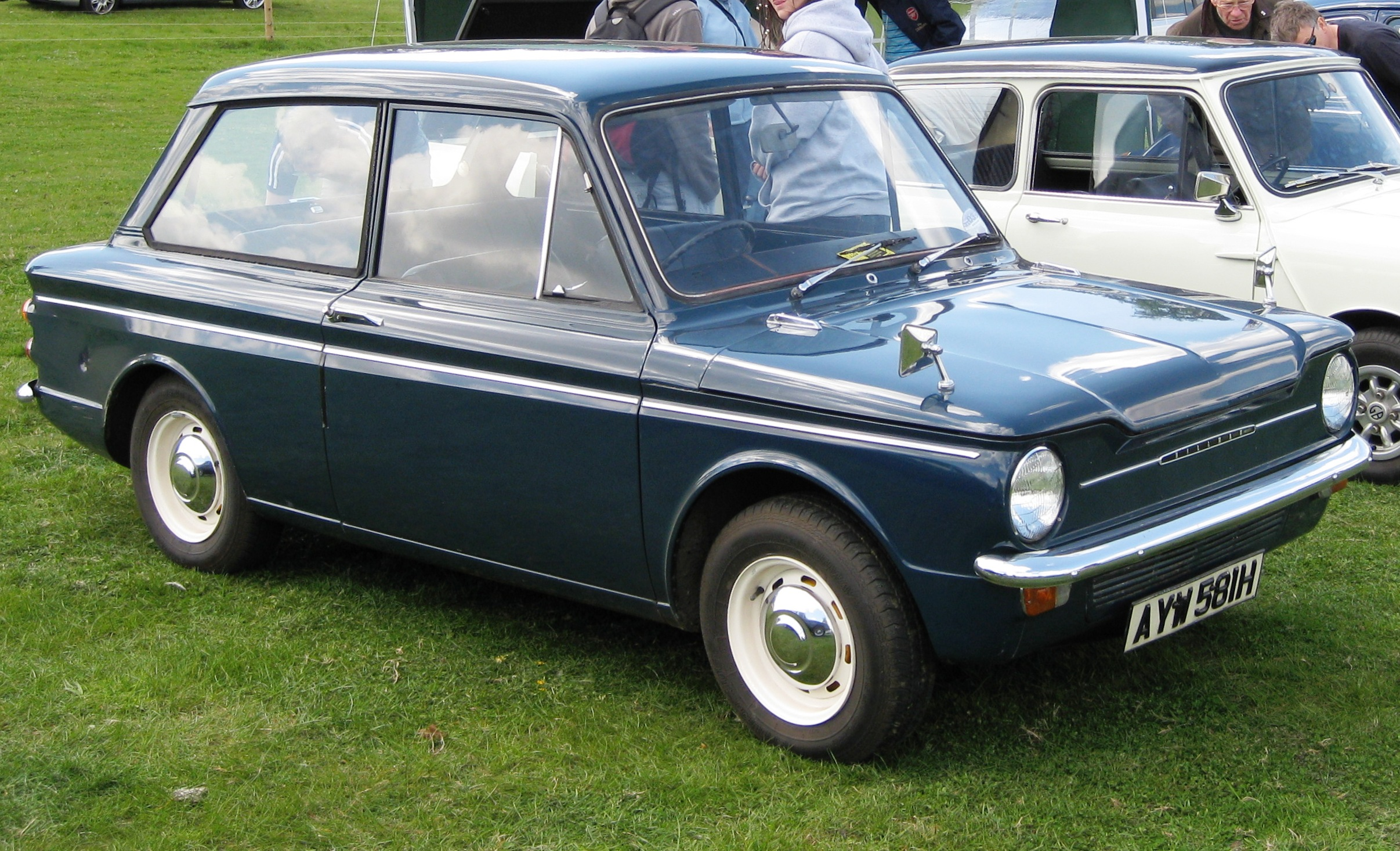
Hillman Imp – das Fahrzeug, das die mechanischen Komponenten für den „BS Nymph“ lieferte

Der BS Nymph (vereinzelt auch als Bohanna Stables Nymph bezeichnet) war ein Freizeitmobil mit offener, türloser Kunststoffkarosserie und vier Sitzplätzen. Seine Konzeption war mit jener des Mini Moke vergleichbar. Er wurde von 1975 bis 1977 in lediglich 42 Exemplaren gebaut. Nymph war laut Automobilenzyklopädien auch der Markenname.
Seine technische Basis stammt vollständig vom Hillman Imp oder seinen Varianten (von 1963 bis 1976 gebaute Kleinwagen mit Hinterradantrieb und Vierzylinder-Heckmotor, in Standardausführung mit 875 cm³ und 40 PS / 29 kW). Produzent war die in England ansässige Bohanna Stables Ltd. mit Sitz in High Wycombe/Buckinghamshire westlich von London. Mit dem Nymph stieg das 1972 gegründete Unternehmen – ursprünglich ein Büro für Automobildesign und Fahrzeugkonstruktionen – 1975 für kurze Zeit zum selbständigen Fahrzeugproduzenten auf.

## Konzept
Peter Bohanna und Robin Stables entwickelten den BS Nymph (nymph (engl.) = Wassergeist, Nymphe, poetisch auch: junge Schöne) ab 1974 als Konzeptstudie eines kleinen, buggy-ähnlichen Freizeitmobils mit offener, türloser Karosserie, analog dem Mini Moke. Entwicklungsziel war, das leichteste viersitzige Serienfahrzeug seiner Zeit zu bauen. Tatsächlich wog es nur ca. 420 kg. Obwohl seine technische Basis vollständig vom Hillman Imp stammt, erfolgte die Entwicklung des Nymph ohne Beteiligung von Hillman oder der Muttergesellschaft Chrysler UK; auch die Produktion sollte ursprünglich unabhängig erfolgen.
Mit dem Nymph wandten sich Peter Bohanna und Robin Stables – die eigentlich auf die Konstruktion von Mittelmotor-Sportwagen spezialisiert waren – einem für sie neuen Konzept zu, das durch ein günstiges Leistungsgewicht und den offenen Aufbau gleichwohl Fahrspaß versprach. Die Entscheidung ist vor dem Hintergrund der ersten Ölkrise von 1973 zu sehen, die schlechtere Marktchancen für Sportwagen, jedoch einen wachsenden Bedarf an kleinen, leichten und sparsamen Fahrzeugen erwarten ließ. Zugleich reagierten Bohanna und Stables damit auf ihre bisherigen Erfahrungen: Bereits seit 1968, als beide noch im Konstruktionsbüro des englischen Sport- und Rennwagenherstellers Lola arbeiteten, hatten sie eigene Sportwagen entworfen, zunächst in ihrer Freizeit, dann ab 1972 hauptberuflich in dem von ihnen gegründeten Design- und Konstruktionsbüro Bohanna Stables Ltd.; schon vor der ersten Ölkrise von 1973 hatte es sich mehrfach als schwierig erwiesen, selbst eine Fertigung von Bausatzfahrzeugen zu realisieren oder die Entwurfspläne und Designmodelle nicht nur an andere Hersteller zu verkaufen, sondern dort – sei es als Kit Car oder Fertigfahrzeug – auch tatsächlich in Produktion gehen zu lassen. So dauerte es von 1972, als Bohanna und Stables ihren Mittelmotor-Prototypen Diablo mit Motor und Getriebe des Austin Maxi auf der Racing Car Show in London vorstellten, bis 1979, als das Traditionsunternehmen AC Cars die Produktion des daraus entwickelten Mittelmotor-Sportwagens AC 3000ME mit 3,0-Liter-Ford-V6-Motor aufnahm.
Zum Teil wurde der BS Nymph im Vereinigten Königreich auch als Sports Utility Vehicle (SUV) eingeordnet, als der Begriff im deutschsprachigen Raum noch nicht etabliert war bzw. noch nicht mit größeren, an Geländewagen orientierten Fahrzeugen assoziiert wurde.
Die Basisausführung des BS Nymph war aus Gewichts- und Kostengründen bewusst spartanisch konzipiert, sogar ohne Wetterschutz und Bodenverkleidung im Innenraum; gegen Aufpreis sollte das Fahrzeug jedoch mit einem Planenverdeck und PVC-Türen oder einem Hardtop (mit aufklappbarem Heckfenster) sowie festen Türen und Schiebefenstern geliefert werden.

## Produktionsgeschichte
Ein erstes Fahrzeug entstand 1975. Daraufhin zeigte sich Chrysler United Kingdom sehr interessiert, da man im BS Nymph einen aussichtsreichen Konkurrenten zum Mini Moke des Mitbewerbers British Leyland sah; Chrysler United Kingdom sagte zu, Neuteile (Motoren, Getriebe und Fahrwerksteile) des Hillman Imp zur Verfügung zu stellen, der damals im Werk Linwood bei Glasgow (Schottland) produziert wurde. Man erhoffte sich, jährlich rund 4000 Nymph verkaufen zu können, die im Chrysler-Werk in Ryton-on-Dunsmore montiert werden sollten. Einen Markt sah Chrysler United Kingdom vor allem in früheren britischen Kolonien in der Karibik, in Asien und Afrika.
Jedoch entschied sich Chrysler United Kingdom schließlich auf Druck der amerikanischen Muttergesellschaft, die Produktion des technisch wie optisch als veraltet geltenden Imp 1976 einzustellen, noch bevor die Serienfertigung des BS Nymph endgültig aufgenommen worden war. Daraufhin entschloss sich die Bohanna Stables Ltd., das Fahrzeug vorrangig – wie von Beginn an geplant – als Kit Car, also Bausatz anzubieten.
Bis Mai 1976 wurde der Nymph in einer ersten Version angeboten (später als Mk. 1 bezeichnet), ab Mai 1976 folgte der Nymph Mk. 2. Letzterer weist – ohne sich optisch erkennbar zu unterscheiden – zahlreiche Detailverbesserungen auf, die den Zusammenbau weiter erleichterten. Der Preis betrug Mitte 1976 ca. 398 £ für das Basismodell (nach dem damaligen Wechselkurs etwa 1810 DM).
In der Regel oblag dem Käufer oder der von ihm beauftragten Werkstatt die Beschaffung der mechanischen Komponenten, zumeist zur Kostenersparnis durch Ausschlachten eines gebrauchten Hillmann Imp. Allerdings konnten bis 1977 insgesamt lediglich 42 Fahrzeuge verkauft werden, darunter sechs Komplettfahrzeuge, sodass die Bohanna Stables Ltd. das Interesse an der Fertigung des BS Nymph verlor und die Produktion einstellte. Noch im selben Jahr löste sich die Firma auf.
Eine Ursache war der fehlende wirtschaftliche Erfolg des BS Nymph, der auf das eigenwillige Konzept, die gewöhnungsbedürftige Optik und die geringen finanziellen Mittel für groß angelegte Werbemaßnahmen zurückzuführen sein dürfte. Weitere Gründe waren die Enttäuschung über das Verhalten des Chrysler-Konzerns und zögerlich arbeitende Zulieferer, vor allem aber äußere Umstände: Durch steuerrechtliche Änderungen im Vereinigten Königreich war der ursprüngliche Steuervorteil für den Erwerb von Bausatzfahrzeugen weggefallen. Ferner standen neue Sicherheitsbestimmungen an, bei denen fraglich war, ob der offene, türlose BS Nymph diese hätte bestehen können; insbesondere war der Einbau von Dreipunkt-Sicherheitsgurten mangels B- und C-Säule schwer umsetzbar.

## Einzelheiten zum Fahrzeugmodell

### Karosserie und Ausstattung
Die Karosserie des BS Nymph wurde aus hochwertigem, beidseitig laminiertem Glasfaserverstärktem Kunststoff (GFK) hergestellt. Sie besteht im Wesentlichen aus einer großen, einteiligen Monocoque-Wanne, in die vorne die Kofferraum- und hinten die Motorhaube sowie eine untere Motorabdeckung eingepasst werden. Die Karosserieteile wurden ab Werk in sechs Grundfarben geliefert; durch den farbigen Kunststoff war eine gesonderte Lackierung des Fahrzeugs nicht erforderlich. Gegen Aufpreis konnte die Farbe gänzlich frei gewählt werden.
Das Karosseriedesign stammt von Peter Bohanna und Robin Stables. Es zeigt sich glattflächig-funktional mit weich gerundeten Kanten. Nach vorne fällt die Karosserie halbrund ab, was dem Fahrzeug eine gewisse sportliche Optik verleiht, zugleich jedoch das Kofferraumvolumen begrenzt. Die Fahrzeugfront ist durch das Fehlen eines Kühlergrills gekennzeichnet (wegen des Heckmotors war dieser nicht erforderlich) sowie die Form und Lage der beiden Rundscheinwerfer: Ihre leicht zurückversetzte, halb in die Front vertiefte, nahe beieinander stehende Position erinnert entfernt an den Austin-Healey Sprite Mk.I (Spitzname ‚Frogeye‘ oder ‚Froschauge‘). Das Fahrzeug besitzt keine Türen, wird vielmehr auf den Vordersitzen wie auch der Rückbank direkt über die hohen Seitenschweller betreten. Luftzuführungen für den Motor befinden sich allein in der unteren hinteren Motorabdeckung. Separate vordere oder hintere Stoßstangen waren nicht vorgesehen und sind lediglich durch Sicken in der Karosserie angedeutet, bei einzelnen Fahrzeugen auch durch einen umlaufenden mattschwarz lackierten Streifen; die Konstrukteure vertrauten insoweit auf die Elastizität der Kunststoffkarosserie.
Ähnlichkeiten zum Ausgangsfahrzeug, dem Mitte der 1970er-Jahre altertümlich anmutenden Hillman Imp, waren beim BS Nymph nur begrenzt vorhanden, so bei den beibehaltenen Proportionen mit relativ kurzem Radstand und vergleichsweise großen Überhängen sowie einzelnen, vom Imp übernommenen Fahrzeugteilen wie den Beleuchtungseinrichtungen, Rädern und Reifen sowie der relativ steil stehenden gewölbten Frontscheibe.
Von seinem Konkurrenten Mini Moke unterscheidet sich der BS Nymph ebenfalls grundlegend: Ersterer hatte eine rustikal-kantige Stahlkarosserie (wegen seines ursprünglich geplanten militärischen Einsatzzwecks), eine abklappbare plane Frontscheibe, ursprünglich nur 10 Zoll große Reifen sowie ein Antriebskonzept mit Frontmotor und Vorderradantrieb.
Als sich geringe Verkaufszahlen abzeichneten, wurde das ursprünglich vorgesehene Zubehörprogramm des BS Nymph reduziert: Für ca. 90 £ / 410 DM Aufpreis gab es ein schwarzes Planenverdeck mit PVC-Türen; ein Überrollbügel war für rund 20 £ / 90 DM erhältlich. Hingegen entfielen das für rund 85 £ / 390 DM vorgesehene Hardtop und die für ca. 70 £ / 320 DM geplanten Türen. Für den Innenraum waren gegen Aufpreis spezielle Gummimatten oder widerstandsfester Teppichboden erhältlich.

### Motor und Getriebe
Die Antriebskomponenten für den BS Nymph konnten unverändert aus jedem Hillmann Imp oder dessen Schwestermodellen von Sunbeam, Singer oder Commer übernommen werden. Sie wurden in einem aus Stahlrohr gefertigten Hilfsrahmen befestigt, der wiederum mit dem GFK-Monocoque verschraubt wurde. Am häufigsten verbreitet war die folgende Motorvariante:
| Motor                                  | wassergekühlter Vierzylinder-Viertakt-Reihenmotor als längs stehender Hecktriebblock (Chrysler UK / Hillman Imp), Motorblock und Zylinderkopf aus Leichtmetallguss, 3 Kurbelwellenlager, Druckumlaufschmierung, Ölinhalt 3,1 Liter, eine obenliegende Nockenwelle, hängende Ventile, 2 Ventile pro Zylinder, Verdichtung 10,0 : 1, ein Einfachvergaser Solex PIH 30 |
| Hubraum                                | 875 cm³ |
| Bohrung × Hub                          | 68,0 mm × 60,375 mm |
| Leistung                               | 39 bhp (29,1 kW, 39 PS) bei 5000 min−1 |
| max. Drehmoment                        | 6,8 kpm (67 Nm, 49,4 lbf·ft) bei 2600 min−1 |
| Höchstgeschwindigkeit                  | ca. 130 km/h |
| Beschleunigung 0-60 mph (≈ 96,6 km/h)  | ca. 17 Sekunden |
| Kraftstoffverbrauch (Herstellerangabe) | 4,7 l/100 km |

Verwendbar waren grundsätzlich auch die anderen Motorversionen der Imp-Baureihe, so der 875-cm³-Motor mit niedrigerer Verdichtung von 8,0 : 1 und 34 PS / 34 bhp / 25 kW bei 4900/min, die Sportversion des 875-cm³-Motors mit zwei Stromberg-Vergasern und 52 PS / 51 bhp / 38 kW bei 6100/min oder die seltene 998 cm³-Sportversion mit 66 PS / 65 bhp / 48 kW bei 6000/min.
Kombiniert waren die Motoren stets mit einem vollsynchronisierten Schaltgetriebe mit vier Vorwärtsgängen und Rückwärtsgang, betätigt über einen wie üblich in der Fahrzeugmitte befindlichen Schalthebel sowie eine Einscheibentrockenkupplung. Ebenso wurde vom Imp der vorne liegende Tank mit einem Fassungsvermögen von 27 Litern übernommen.

### Chassis und Fahrwerk
Die tragende Struktur des BS Nymph besteht aus einem wannenartigen Kunststoff-Monocoque mit angeschraubtem Hilfsrahmen aus Stahlrohr zur Aufnahme des Motors und stählernen Verstärkungen zur Aufnahme der Fahrwerks- und Lenkungskomponenten (noch ohne Sicherheitslenksäule). Auch Letztere stammen vollständig und unverändert vom Hillman Imp. Die Vorderräder sind demgemäß an Pendelachsen mit Schraubenfedern aufgehängt, hinten ist eine Schräglenkerachse und Schraubenfedern eingebaut. Unverändert übernommen wird die Bremsanlage mit vorderen und hinteren Bremstrommeln und je nach Ausgangsmodell mit Servo-Bremshilfe, eigentlich eine veraltete, aufgrund des geringen Fahrzeuggewichts jedoch ausreichende Ausstattung.
Der Umstand, dass sämtliche technischen Komponenten des „Spenderfahrzeugs“, insbesondere Motor, Fahrwerksteile und Bremsen weiterverwendet werden konnten, hatte für die Do-it-yourself-Autobauer im Vereinigten Königreich den Vorteil, dass trotz der grundlegenden Veränderungen inklusive des Austauschs der Karosserie keine Fahrzeug-Neuzulassung des BS Nymph erforderlich war; nach britischem Recht galt das Kunststoff-Monocoque als reine Ersatzkarosserie, so dass sich die notwendige technische Ausrüstung nach dem Erstzulassungsjahr des Spenderfahrzeugs richtete.
Die Verwendung eines Kunststoff-Monocoques war ungewöhnlich, aber von anderen Kleinserienfahrzeugen wie dem Mini Marcos durchaus bekannt. Trotz des offenen, türlosen Aufbaus erwies sich diese Konstruktion als hinreichend verwindungssteif und haltbar. Insoweit zahlten sich die Erfahrungen aus, die Bohanna und Stables im Bau von Sport- und Rennwagen seit den 1960er-Jahren gesammelt hatten.
Bedingt durch das deutlich niedrigere Gewicht des BS Nymph gegenüber dem Hillman Imp sind die serienmäßigen Schraubenfedern bei geringer Beladung vergleichsweise hart, was sich aber mit zunehmender Beladung verbessert; den ursprünglichen Plan, Schraubenfedern mit weicherer Abstimmung anzubieten, gab die Bohanna Stables Ltd. aufgrund der sich abzeichnenden geringen Verkaufszahlen auf.
Die Spurweite vorne beträgt unverändert 1282 Millimeter; an der Hinterachse wurde die ursprüngliche Spurweite von 1219 Millimetern im Interesse eines besseren Fahrverhaltens, aber auch aus optischen Gründen durch Distanzscheiben verbreitert. Der Wendekreis liegt bei ca. 9,8 Metern. Vom Hillmann Imp und seinen Varianten können die Serienreifen und -felgen im Format 5,50 - 12 (6) auf 3½J×12-Zoll-Felgen bzw. 155 SR 12 auf 4½J×12-Zoll-Felgen weitergenutzt werden; alternativ sind verschiedene Breitreifenformate und breitere Stahl- oder Leichtmetallfelgen verwendbar.

## Heutige Situation
Von den 42 gebauten Fahrzeugen existieren laut Modell-Register des englischen Automobilclubs The Imp Club aktuell zumindest noch elf. Die meisten Besitzer sind Mitglieder des Clubs, der regelmäßige Marken- und Modelltreffen veranstaltet und in dem die Ersatzteilversorgung und eventuelle Nachfertigungen koordiniert werden. Die Formen für die Kunststoffkarosserie sowie die Pläne für die benötigten Metallverstrebungen verblieben bis 1990 bei Robin Stables, ehe er sie an diesen Club weitergab.
Heute gilt der BS Nymph als äußerst seltener, in Anschaffung und Unterhalt günstiger Youngtimer und interessante Alternative zum Mini Moke, der seinen Reiz aus dem buggy-ähnlichen Konzept, dem Heckmotorprinzip und seiner eigenwilligen Optik bezieht.

## Vergleichbare Fahrzeugmodelle
Weitere offene, viersitzige Freizeitfahrzeuge mit nur zwei angetriebenen Rädern:
| - Citroën Méhari aus Frankreich auf Basis des Citroën 2CV - DAF 66 YA aus den Niederlanden auf Basis des DAF 66 - Fiberfab Sherpa aus Deutschland auf Basis des Citroën 2CV - Fissore Scout 127 aus Italien auf Basis des Fiat 127 - Gurgel Xavante X-12 aus Brasilien auf Basis des VW Käfer - Jehle Safari aus Liechtenstein auf Basis des Citroën 2CV - Mini Moke aus Großbritannien auf Basis des Mini | - Moretti Midimaxi aus Italien auf Basis des Fiat 127 - Namco Pony aus Griechenland auf Basis des Citroën 2CV - Reliant Fox aus Großbritannien auf Basis des Reliant Kitten - Renault Rodéo 4 und Rodeo 6 auf Basis des Renault 4 bzw. Renault 6 - Trabant Tramp aus Deutschland (DDR) auf Basis des Trabant 601 - VW-Buggys aus diversen Ländern auf Basis des VW Käfer - VW Typ 181 aus Deutschland auf Basis des VW Käfer |